# Băiuț
Băiuț es una comuna ubicada en el distrito de Maramureș, Rumania.

## Superficie
Cuenta con una superficie de 113,5 kilómetros cuadrados.

## Demografía
Hasta 2021 la población era de 1990 habitantes, con una densidad de población de 17,53 habitantes por kilómetro cuadrado.